# Liste der Baudenkmale in Goslar - Rosentorstraße
In der Liste der Baudenkmale in Goslar - Rosentorstraße sind alle Baudenkmale in der Rosentorstraße der niedersächsischen Gemeinde Goslar aufgelistet. Die Quelle der Baudenkmale ist der Denkmalatlas Niedersachsen. Der Stand der Liste ist der 25. September 2022.

## Allgemein
In den Spalten befinden sich folgende Informationen:
- Lage: die Adresse des Baudenkmales und die geographischen Koordinaten. Kartenansicht, um Koordinaten zu setzen. In der Kartenansicht sind Baudenkmale ohne Koordinaten mit einem roten Marker dargestellt und können in der Karte gesetzt werden. Baudenkmale ohne Bild sind mit einem blauen Marker gekennzeichnet, Baudenkmale mit Bild mit einem grünen Marker.
- Bezeichnung: Bezeichnung des Baudenkmales
- Beschreibung: die Beschreibung des Baudenkmales. Unter § 3 Abs. 2 NDSchG werden Einzeldenkmale und unter § 3 Abs. 3 NDSchG Gruppen baulicher Anlagen und deren Bestandteile ausgewiesen.
- ID: die Objekt-ID des Baudenkmales
- Bild: ein Bild des Baudenkmales, ggf. zusätzlich mit einem Link zu weiteren Fotos des Baudenkmals im Medienarchiv Wikimedia Commons. Wenn man auf das Kamerasymbol klickt, können Fotos zu Baudenkmalen aus dieser Liste hochgeladen werden:

Zurück zur Hauptliste
| Lage                                                | Bezeichnung                        | Beschreibung | ID       | Bild           |
| --------------------------------------------------- | ---------------------------------- | --- | -------- | -------------- |
| Rosentorstraße 51° 54′ 35″ N, 10° 25′ 33″ O         | Straßenraum                        | | 36593617 | BW             |
| Rosentorstraße 3 51° 54′ 29″ N, 10° 25′ 38″ O       | Wohn-/ Geschäftshaus               | Dreigeschossiger Fachwerkbau mit Satteldach in Schieferdeckung, traufständig. Fassade mit Schiefer verkleidet, EG seit 1893 mit Ladeneinbau, Schaufensterverglasung; OGs vorkragend. Unter den Dachbalkenköpfen kurze Knaggen mit Taustäben und Kerbschnitten, Zwischenräume gefüllt mit Schiffskehlen. | 36606348 |                |
| Rosentorstraße 4 51° 54′ 30″ N, 10° 25′ 38″ O       | Bekleidungshaus Tiedtke            | Viergeschossiger Skelettbau in Stahlbetonskelettkonstruktion mit Satteldach in Schieferdeckung, traufständig. Sockelbereich mit zweigeschossiger Ladenfläche mit fassadenbreiter Korbbogenöffnung und Schaufensterverglasung; OGs als Büroflächen genutzt, vertikale Fassadengliederung durch Haupt- und Nebenpfeiler, Fensterbereiche zwischen den Hauptpfeilern als „bay-windows“ gestaltet; schmaler, durchlaufender Balkon auf Höhe des 2. OG. | 36606379 |                |
| Rosentorstraße 5 51° 54′ 30″ N, 10° 25′ 38″ O       | Wohn-/ Geschäftshaus               | Dreigeschossiger Fachwerkbau mit Satteldach in Schieferdeckung, traufständig. Fassade mit Schiefer verkleidet, EG seit 1884 mit Ladeneinbau und Schaufensterverglasung, OGs vorkragend, Oberstock seit 1956 als Wohnetage ausgebaut. Sichtbare Balkenköpfe mit dazwischenliegenden Schiffskehlen, schmucklose Schwellen. Hoffassade mit Holz verschalt. | 36606411 |                |
| Rosentorstraße 6 51° 54′ 30″ N, 10° 25′ 38″ O       | Wohn-/ Geschäftshaus               | Zweigeschossiger Fachwerkbau mit Krüppelwalmdach in Schieferdeckung, traufständiges Eckhaus; zur Petersilienstraße „Goslarer Giebel“. Im EG Ladeneinbau von 1932, mit Schaufensterverglasung; OGs vorkragend, mit Holz verschalt. Zwei Kellertonnen, T-förmig. | 36607783 |                |
| Rosentorstraße 10 – 11 51° 54′ 32″ N, 10° 25′ 37″ O | Wohn-/ Geschäftshaus               | Zweigeschossiger Fachwerkbau mit Satteldach in Ziegeldeckung, traufständig. Fassade fachwerksichtig, regelmäßige Gefacheinteilung mit schmalen Zwischengefachen; EG mit Ladeneinbau und Schaufensterverglasung. | 36606439 | BW             |
| Rosentorstraße 10 51° 54′ 32″ N, 10° 25′ 38″ O      | Hinterhaus                         | Zweigeschossiger Fachwerkbau mit mittigem Zwerchhaus mit Ladeluke, Pultdach mit Ziegeldeckung. Anbau eines eingeschossigen Schuppens an der Nordwestecke des Gebäudes. Fassaden mit Holz verschalt. | 36586329 | BW             |
| Rosentorstraße 12 51° 54′ 32″ N, 10° 25′ 37″ O      | Wohn-/ Geschäftshaus               | Dreigeschossiger Fachwerkbau mit Satteldach, traufständig. Fassade mit Schiefer verkleidet, EG mit Ladeneinbau und Schaufensterverglasung. | 36606494 | BW             |
| Rosentorstraße 14 51° 54′ 33″ N, 10° 25′ 36″ O      | Wohn-/ Geschäftshaus               | Dreigeschossiger Fachwerkbau mit Satteldach in Ziegeldeckung, traufständig. Fassade fachwerksichtig, Ausfachung mit Backsteinmauerwerk, Zwischengefache mit Brust- und Kämpferriegel; EG mit Putzfassade und Schaufensterverglasung. | 36606520 | BW             |
| Rosentorstraße 14 51° 54′ 33″ N, 10° 25′ 37″ O      | Hinterhaus                         | Eingeschossiges Gebäude mit Satteldach in Ziegeldeckung, frei stehend. Fassade mit Holz verschalt, Giebelseite mauerwerkssichtig. | 36581721 | BW             |
| Rosentorstraße 14 51° 54′ 33″ N, 10° 25′ 38″ O      | Nebengebäude                       | Eingeschossiges Gebäude mit Pultdach in Ziegeldeckung. Giebelseite mit Holz verschalt. | 40380414 | BW             |
| Rosentorstraße 15 51° 54′ 34″ N, 10° 25′ 36″ O      | Postamt Rosentor                   | Kaiserliches Postamt am Rosentor, 1888 – 94 erbaut an der damaligen Bahnhofstraße. Zweigeschossiger Massivbau mit Satteldach in Schieferdeckung, traufständiges Eckhaus. Mittiges Zwerchhaus an der Längsfassade zur Rosentorstraße, Turm an der Straßenecke (1967 aufgrund von Bauschäden abgetragen, Kubatur als offene Stahlkonstruktion nachgebaut). Fassade mauerwerkssichtig (Natursteinmauerwerk), Fenstereinfassungen in Sandstein; EG mit einfachen Rundbogenfenstern, OG mit gekuppelten Rundbogenfenstern (Biforien); Trauf- und Giebelkanten mit Rundbogenfries. | 36595893 |                |
| Rosentorstraße 15 51° 54′ 34″ N, 10° 25′ 36″ O      | Postamt Rosentor (Erweiterungsbau) | Zweigeschossiger Massivbau mit Satteldach in Schieferdeckung, traufständig. Fassade verputzt, Sockel in Natursteinmauerwerk, EG mit Rundbogenfenstern mit Sandsteingewänden. | 40382132 | BW             |
| Rosentorstraße 20 51° 54′ 36″ N, 10° 25′ 35″ O      | Hotel „Der Achtermann“             | | 36606548 | Weitere Bilder |
| Rosentorstraße 20 51° 54′ 35″ N, 10° 25′ 34″ O      | Stadtmauerturm „Der Achtermann“    | | 36593806 |                |
| Rosentorstraße 24 51° 54′ 37″ N, 10° 25′ 29″ O      | Wohn-/ Geschäftshaus               | | 36606580 |                |
| Rosentorstraße 25 51° 54′ 36″ N, 10° 25′ 30″ O      | Hotel                              | | 36624480 |                |
| Rosentorstraße 26 51° 54′ 34″ N, 10° 25′ 31″ O      | Neuwerkkirche                      | Klosterkirche des Ende des 12. Jh. vom kaiserlichen Vogt Volkmar von Wildenstein gegründeten Nonnenklosters, das erstmals 1186 im Zusammenhang mit der Altarweihe urkundlich belegt wurde. Klosterkirche „St. Mariae in horto“ im Chorbereich ab etwa 1175 errichtet, Kirchenbau bis etwa Mitte des 13. Jahrhunderts fertiggestellt. Spätromanische dreischiffige Basilika mit Kreuzgratgewölben, Haupt- und Nebenschiffjoche im Gebundenen System, Seitenschiffe und Chor mit halbkreisförmigen Apsiden; Westbau mit Doppelturmfront mit oktogonalen Turmhelmen, Türme mit Biforien, Westbau mit Triforien gefgliedert. Bruchsteinmauerwerk mit Putzfassade, Rundbogenfensteröffnungen, Lisenen- und Rundbogenfriesgliederungen. Innenräume mit Wandmalereien (um 1225), Apsiden mit aufwendiger Gestaltung mit unterschiedlichen Säulen und Blendarkaden. 1876–1878 umfassende Renovierung. | 36595924 | Weitere Bilder |
| Rosentorstraße 51° 54′ 34″ N, 10° 25′ 33″ O         | Stadtmauer                         | Fragment der historischen Stadtbefestigung (innerer Mauerring) östlich der Neuwerkkirche, erbaut vermutlich um 1500, erneuert 1649, in den 1870er Jahren durch den Architekten Luer renoviert und ergänzt. Länge: ca. 30 m; Bruchsteinmauerwerk, im Bereich der Kirche abgetreppt, Maueröffnung in Spitzbogenform, Laufgang auf der Mauerkrone. Im Süden Fragment des ehemaligen Rosentors, mit Spitz- und Segmentbogenöffnungen an Stadtmauer ansetzend. | 41199730 |                |
| Rosentorstraße 27 51° 54′ 34″ N, 10° 25′ 33″ O      | Damenstift Neuwerk                 | Wohnstift des ehemaligen Benediktinerinnenklosters Neuwerk. Zweigeschossiger Fachwerkbau auf Z-förmigem Grundriss, frei stehend; Walmdach mit Schieferdeckung. Nordflügel dreigeschossig, Reste von Kemenaten aus dem 13. Jh. in den Baukörper integriert, steinerne Nordfassade. Ostfassade fachwerksichtig, mit K-Streben sowie Rhomben in den Brüstungsgefachen, Stockwerksschwellen mit schlichter Profilierung, aufwendig gestaltetes Eingangsportal mit zweiflügeliger Haustür. Rückwärtige Fassaden zum Rosengarten mit Schieferbehang. | 36539565 |                |
| Rosentorstraße 27 51° 54′ 33″ N, 10° 25′ 35″ O      | Damenstift Neuwerk (Freifläche)    | Begrünte Freifläche entlang der Rosentorstraße, im Winkel zwischen dem straßenparallelen Fachwerktrakt und dem nördlichen Gebäudeflügel; durch Stufenanlage und niedrige Einfriedungsmauer vom Straßenraum abgegrenzt. | 36598886 | BW             |
| Rosentorstraße 27a 51° 54′ 33″ N, 10° 25′ 32″ O     | Klostergarten                      | Ehemaliger Klostergarten der Benediktinerinnenordens Kloster Neuwerk, angelegt 1799 im Wallgrabengelände des Rosentors, hinter dem 1719 neu erbauten Damenstift; quadratische Gartenanlage mit Beeten für Kräuter und Heilpflanzen. | 36566250 | BW             |
| Rosentorstraße 51° 54′ 33″ N, 10° 25′ 31″ O         | Stadtmauer                         | Fragment der historischen Stadtbefestigung (innerer Mauerring) südlich des Westwerks der Neuwerkkirche, erbaut vermutlich ab etwa 1200, umgebaut und erweitert ab etwa 1500. Länge: ca. 30 m; Bruchsteinmauerwerk. Mauerwerkskrone mit jüngerer Schieferbedachung. | 41199854 | BW             |
| Rosentorstraße 28 51° 54′ 32″ N, 10° 25′ 35″ O      | Wohn-/ Geschäftshaus               | 1886–87 nach Entwürfen von M. Geburek für E. Breithaupt errichtet. Zweigeschossiger Massivbau mit Satteldach, traufständig, Dach giebelseitig abgewalmt; Zwerchhaus an der Straßenseite, Risalit mit Krüppelwalmdach an der Giebelseite, Eckturm mit steilem Kegeldach an der Nordostecke; Ladenflächen im EG mit großflächigen Schaufenstern, Ladenanbau straßenseitig vor der Giebelseite. | 36598886 | BW             |
| Rosentorstraße 28a 51° 54′ 32″ N, 10° 25′ 35″ O     | Wohn-/ Geschäftshaus               | 1886 nach Entwürfen von M. Geburek errichtet, 1895 rückwärtig durch Anbau nach Entwurf von Theo Schrader erweitert; 1947–48 im Auftrag der Stadt Goslar nach Entwürfen des Stadtbauamtes zur Apotheke umgebaut, Fassade vollständig neu gestaltet. Zweigeschossiger Massivbau mit Mezzaningeschoss, Satteldach, traufständig in geschlossener Blockrandbebauung; Putzfassade, im EG Fenster- und Türöffnungen mit Natursteineinfassungen; Skulptur „Einhorn“ von Prof. Georg Fürstenberg auf Höhe des Mezzaningeschosses. | 36606634 | BW             |
| Rosentorstraße 31 51° 54′ 31″ N, 10° 25′ 36″ O      | Güldensternhaus (Nord)             | Mitte des 19. Jh. erbaut, 1956–57 integriert in den Gebäudekomplex Güldesternhaus. Dreigeschossiger Massivbau mit Satteldach, traufständig; Putzfassade mit bandartiger Gliederung durch freigelegtes Fachwerk, Arkadengang im EG. | 36606666 | BW             |
| Rosentorstraße 31 51° 54′ 31″ N, 10° 25′ 36″ O      | Güldensternhaus (Süd)              | Südlicher Hausteil des Geschäftshauses „Güldensternhaus“; erbaut 1956–57 nach Entwürfen von Reinhold Schulz-Helbach. Dreigeschossiger Skelettbau mit Satteldach, Eckgebäude, traufständig zur Rosentorstraße, giebelständig zur Schilderstraße („Goslarer Giebel“); Stahlbeton-Skelettfassade, Arkadengang im EG entlang der Rosentorstraße. | 36606692 |                |
| Rosentorstraße 32 51° 54′ 28″ N, 10° 25′ 38″ O      | Wohn-/ Geschäftshaus               | Dreigeschossiger Fachwerkbau mit Satteldach in Ziegeldeckung, traufständig. Fassade verputzt, Ladeneinbau im EG mit Schaufensterverglasung. | 36606718 | BW             |
| Rosentorstraße 32 51° 54′ 28″ N, 10° 25′ 38″ O      | Hinterhaus                         | Eineinhalbgeschossiger Bau mit Pultdach. Westfassade mit Schiefer verkleidet. | 36580179 | BW             |
| Rosentorstraße 33 51° 54′ 28″ N, 10° 25′ 39″ O      | Wohn-/ Geschäftshaus               | Dreigeschossiger Fachwerkbau mit Satteldach in Ziegeldeckung, traufständig. Fassade mit Schiefer verkleidet, EG mit Ladeneinbau und Schaufensterverglasung. | 36606744 | BW             |
| Rosentorstraße 34 51° 54′ 28″ N, 10° 25′ 39″ O      | Wohn-/ Geschäftshaus               | Dreigeschossiges Gebäude Satteldach in Schieferdeckung, traufständiges Eckhaus, Giebelseite zur Bäckerstraße. EG in Massivbauweise, mit Ladeneinbau und Schaufensterverglasung; OGs in Fachwerkbauweise, Brüstungsgefache mit regelmäßigen Fußstreben, unter der Traufschwelle Windbretter mit Dekoration. | 36606771 | BW             |